# Monster Beach
Monster Beach is een Australische televisieserie gemaakt door Bruce Kane, Maurice Argiro en Patrick Crawley die in 2014 op Cartoon Network als 70 minuten durende tv-special. In 2020 ging de volledige serie in. Het gaat over broer en zus Jan en Dean die tijdens hun vakantie bij hun oom op het strand kennis maken met de monsters.

## Personages
- Jan - een dapper meisje dat vaak verstandige beslissingen neemt.
- Dean - haar broer die veel verstand heeft van techniek.
- Woody - hun oom die erg simpel is.
- Brainfreeze - een rode oger die een typische surfer is met lang haar. Hij is niet erg intelligent.
- Mutt - een weerwolf met een eigen garage. Hij verandert eens per maand bij volle maan in een mens.
- Widget - een blauwe zombie die vaak haar lichaamsdelen (vooral haar lichaam) verliest.
- Mad Madge - grote groene monster met een eigen restaurant. Ze serveert gruwelijke specialiteiten.
- Amfibia - een lagunemonster met een levende inktvis als pruik. Ze kan met de zeedieren communiceren.
- Lost Patrol - een grote robot en militair. Hij houdt van orde en veiligheid. Hij functioneert als een soort strandwacht.
- Dr. Knutt - een boze tovenaar die bestaat uit een houten masker waar achter een sprekende vlam zit. Hij is erg ijdel, egoïstisch en wil het liefst koning van het eiland worden.
- Stress Leave - een paars monster die altijd erg druk bezig is en overspannen lijkt.
- Head Ache - een grote paarse monster wiens hoofd is gekrompen tot een miniatuur en die hij als halsketting draagt. Hij helpt Madge in de keuken en kan niet spreken, alleen maar grommen.
- Mummy Boy - een levende mummie die niet kan praten en wiens verband vaak los komt.

## Stemmen
- Jan: Stephanie van Rooijen
- Dean: Marlies Somers
- Mutt: Ewout Eggink
- Widget: Veerle Burmeister
- Amfibia: /
- Stress Leave: /
- Mad Madge: Paul Disbergen
- Brainfreeze/Lost Patrol: Oscar Siegelaar
- Dr. Knutt: Fred Butter